# Nor Jerznka
Nor Jerznka – wieś w Armenii, w prowincji Kotajk. W 2011 roku liczyła 1628 mieszkańców.